# Supercoppa Primavera 2017
La Supercoppa Primavera 2017 si è disputata il 7 gennaio 2018 allo Stadio Giuseppe Meazza di Milano.
A sfidarsi sono state Inter e Roma, vincitrici rispettivamente del Campionato e della Coppa Italia nella stagione 2016-17. Le stesse formazioni hanno dato vita alle edizioni 2012 e 2016, entrambe terminate con il successo giallorosso. L'Inter ha vinto per 2-1 dopo i tempi supplementari, aggiudicandosi la manifestazione per la prima volta nella propria storia.

## Tabellino
| Arbitro: | Volpi (Arezzo) |

|                  |           |             |
| Colidio 3’, 118’ | Marcatori | 6’ Marcucci |

| Inter | Roma |